# Assassin’s Creed Valhalla
Assassin’s Creed Valhalla – przygodowa gra akcji wyprodukowana przez kanadyjskie studio Ubisoft Montréal, stanowiąca dwunastą główną odsłonę serii Assassin’s Creed i kontynuację Assassin’s Creed: Odyssey. Akcja gry dzieje się w IX wieku w średniowiecznej Anglii. Gra została wydana 10 listopada 2020 na platformy Microsoft Windows, PlayStation 4, Xbox One, Xbox Series X/S oraz 12 listopada na PlayStation 5.

## Rozgrywka
Assassin’s Creed Valhalla jest przygodową grą akcji z otwartym światem. Zawiera rozbudowaną kampanię fabularną, składającą się z zadań głównych oraz licznych misji pobocznych. Gracz wciela się w Eivora, wikińskiego najeźdźcę prowadzącego klan Kruka do walki przeciwko królestwom anglosaskim. Możliwe jest dostosowanie fryzury, barw bojowych, ubioru i tatuaży Eivora, a w dowolnym momencie przełączenie się na inną płeć postaci. Głosu męskiej wersji udziela Magnus Bruun, a żeńskiej – Cecilie Stenspil. Wachlarz dostępnych dla postaci broni poszerzono m.in. o cepy i wielkie miecze, z kolei system walki został przeprojektowany w taki sposób, żeby możliwe było walczenie dwoma egzemplarzami niemal każdej broni, w tym tarcz. Według twórców, każdy znaleziony przez gracza element wyposażenia jest wyjątkowy. Znana z poprzednich odsłon mechanika „wzroku orła” przemianowana została na „wzrok Odyna”. Zwierzęcym towarzyszem Eivora jest kruk Sýnin (w języku staronordyjskim imię to oznacza „wgląd”), mogący wypatrzeć pobliskich wrogów, jak również tych znajdujących się dalej, zanim postać wda się z nimi w walkę. Gra kładzie większy nacisk na skradanie się – zarówno w walce, jak i podczas eksploracji świata. W Valhalli powrócił znany ze wcześniejszych odsłon Assassin’s Creed koncept „wtapiania się w tłum”. Eivor może ukryć się przed wrogami nie tylko korzystając ze znajdujących się w świecie gry obiektów i miejsc, takich jak stogi siana, ale też poprzez naciągnięcie na głowę kaptura czy wmieszanie się w większą grupę bohaterów niezależnych. Postać ma możliwość udawania martwej, wykorzystywania Sýnina do odwracania uwagi strażników i korzystania z ukrytego ostrza, mogącego zabić przeciwników jednym ciosem. Kluczowi bossowie, w zależności od obranego przez gracza połączenia taktyki i doboru broni, również mogą zostać zabici jednym ciosem, ale dostępne są też inne metody ich eliminacji.
Podczas gdy poprzednie gry z serii z reguły prowadziły gracza do kolejnych miejsc, w Valhalli konieczne jest wracanie do osady Eivora i odwiedzonych wcześniej lokacji, żeby uzyskać informacje o nowych obszarach czy zdobyć kolejne zlecenia. Część zadań można rozwiązać poprzez dyplomację, bez uciekania się do rozlewu krwi. Wybory dokonywane przez gracza w rozmowach bądź podczas samej rozgrywki mogą wpłynąć na bohaterów niezależnych i ich polityczne sympatie. Gra polega mniej na tradycyjnym systemie rozwoju postaci, koncentrując się bardziej na drzewku umiejętności, z którego gracz w miarę postępów będzie mógł rozwijać te, które najbardziej mu odpowiadają, dostosowując postać pod własne preferencje i styl rozgrywki. Poziom trudności przeciwników uzależniony będzie od rozwiniętych przez Eivora umiejętności.
Producenci postawili sobie za cel wprowadzenie do Valhalli szerszego wachlarza przeciwników niż w poprzednich odsłonach, żeby zaskakiwać nawet graczy, którzy spędzili przy grze kilkadziesiąt godzin. Poszczególne archetypy wrogów mają własne umiejętności specjalne, które mogą wykorzystać przeciwko Eivorowi. Według głównego scenarzysty, Darby’ego McDevitta, w grze pojawia się dwadzieścia pięć unikatowych archetypów wrogów, z których każdy na swój sposób stara się być dla gracza wyzwaniem. Część przeciwników może koordynować między sobą ataki specjalne, jak również wykorzystywać elementy środowiska. Niektórzy mogą przystosować się do stylu walki gracza, żeby spróbować go pokonać. Sposób, w jaki walkę prowadzi gracz, może wpłynąć również na to, że wrogowie przyjmą bardziej defensywną albo agresywną postawę.
W grze pojawiają się wprowadzone w Odyssey „podboje”, podczas których Eivor prowadzi ataki wikingów na wrogie fortyfikacje. Istnieje również możliwość organizowania wypraw łupieżczych – mniejszych bitew, których celem jest zaatakowanie określonego miejsca i zdobycie w nim zasobów niezbędnych do rozwoju własnej osady. Drużynę łupieżców, jomswikingów, gracz może zbudować poprzez werbowanie postaci niezależnych. Taką drużynę może następnie udostępnić innym graczom – jeżeli jej się powiedzie, jej właściciel otrzyma dodatkowe nagrody.
W Valhalli powracają nieobecne od czasów Assassin’s Creed IV: Black Flag osady. Podczas gdy we wcześniejszych odsłonach zapewniały one pasywne premie do rozgrywki, osada Eivora będzie miała większe znaczenie. Rozpoczynają i kończą się w niej zadania, a gracz może rozbudować ją o różne budynki, zapewniające premie do rozgrywki. Materiały do rozbudowy zdobyć można podczas wypraw łupieżczych. Możliwe jest również aranżowanie małżeństw politycznych w celu stworzenia sojuszy pomiędzy klanami. Podobnie jak w Odyssey, postać gracza może romansować z postaciami niezależnymi, w tym z osobami tej samej płci.
Pomimo powrotu statków, walka na morzu została ograniczona. Langskip Eivora służył głównie jako środek transportu, np. do ucieczki czy w celu dotarcia do miejsca, które należy złupić. W grze pojawiają się liczne aktywności poboczne, w tym polowania, łowienie ryb, bójki, zawody w piciu alkoholu, utarczki słowne, gra kościana orlog czy układanie kopczyków.

## Opis

### Świat gry

Mapa działań wikingów na terenie Anglii z okresu zbliżonego do przedstawionego w grze

W roku 873 atmosfera polityczna zmusza Eivora Wilczą Paszczę i jego brata, Sigurda, do poprowadzenia swoich ludzi – klanu Kruka – na wyprawę, której celem jest osiedlenie się na ziemiach Anglosasów. W następnych latach klan wdaje się w konflikt z kilkoma miejscowymi królestwami, m.in. z Wesseksem, Nortumbrią, Wschodnią Anglią i Mercją, jak również z potomkami legendarnego wikińskiego wojownika i twórcy wielkiej armii pogan, Ragnara Lodbroka. Zmagając się z wrogimi przywódcami, w tym z Ælfredem z Wesseksu, Eivor przyłącza się do Ukrytych (późniejszych asasynów) w walce z Zakonem Starożytnych (późniejszymi templariuszami). Protagonista odwiedzić może takie miejsca jak Wincestre, Lunden, Jórvík, jak również część terenów Norwegii oraz Winlandii. W wywoływanych przez wieszczkę wizjach trafia również do Asgardu i Jotunheimu. Wśród odwzorowanych w grze miejsc, które odwiedza postać, znajdują się m.in. Stonehenge, klify Dover, wał Hadriana, Puzzlewood (część Forest of Dean), katedra w Yorku czy norweskie fiordy.
Bohaterką wątku współczesnego, spajającego Valhallę z Origins i Odyssey, ponownie jest asasynka Layla Hassan, kontynuująca poszukiwania informacji o Isu – prastarej, superzaawansowanej cywilizacji zamieszkującej Ziemię przed ludźmi.

### Fabuła
Rok 855. Zbuntowany watażka Kjotve Okrutny najeżdża osadę wikingów, zabijając większość jej mieszkańców, w tym rodziców Eivora. Ten zostaje przygarnięty przez Styrbjorna, króla klanu Kruka, i wychowuje się wraz z jego rodzonym synem Sigurdem. Mimo namów z ich strony, król przez lata odmawia rozprawienia się z klanem Kjotvego, powołując się na brak dostatecznych zasobów i armii. Dorosły Sigurd rozpoczyna wyprawy łupieżcze po świecie, podczas gdy Eivor pozostaje w Norwegii. W 872 roku przypuszcza nieudany atak na Kjotvego, podczas którego udaje mu się odzyskać topór ojca. Po dotknięciu go doświadcza wizji z Odynem. Chcąc wyjaśnić jej znaczenie, udaje się do wieszczki, która zsyła na niego kolejną, w której widzi Sigurda z odjętą ręką oraz atakującego ich olbrzymiego wilka. Wieszcza stwierdza, że jest to przepowiednia, wedle której Eivor zdradzi Sigurda, ten jednak – wierny przyrodniemu bratu i ojcu – zdecydowanie odrzuca tę interpretację. W tym samym czasie do Norwegii z dwuletniej wyprawy wraca Sigurd, a wraz z nim dwaj członkowie bractwa Ukrytych – Basim i Haytham – którzy wręczają Eivorowi w prezencie ukryte ostrze.

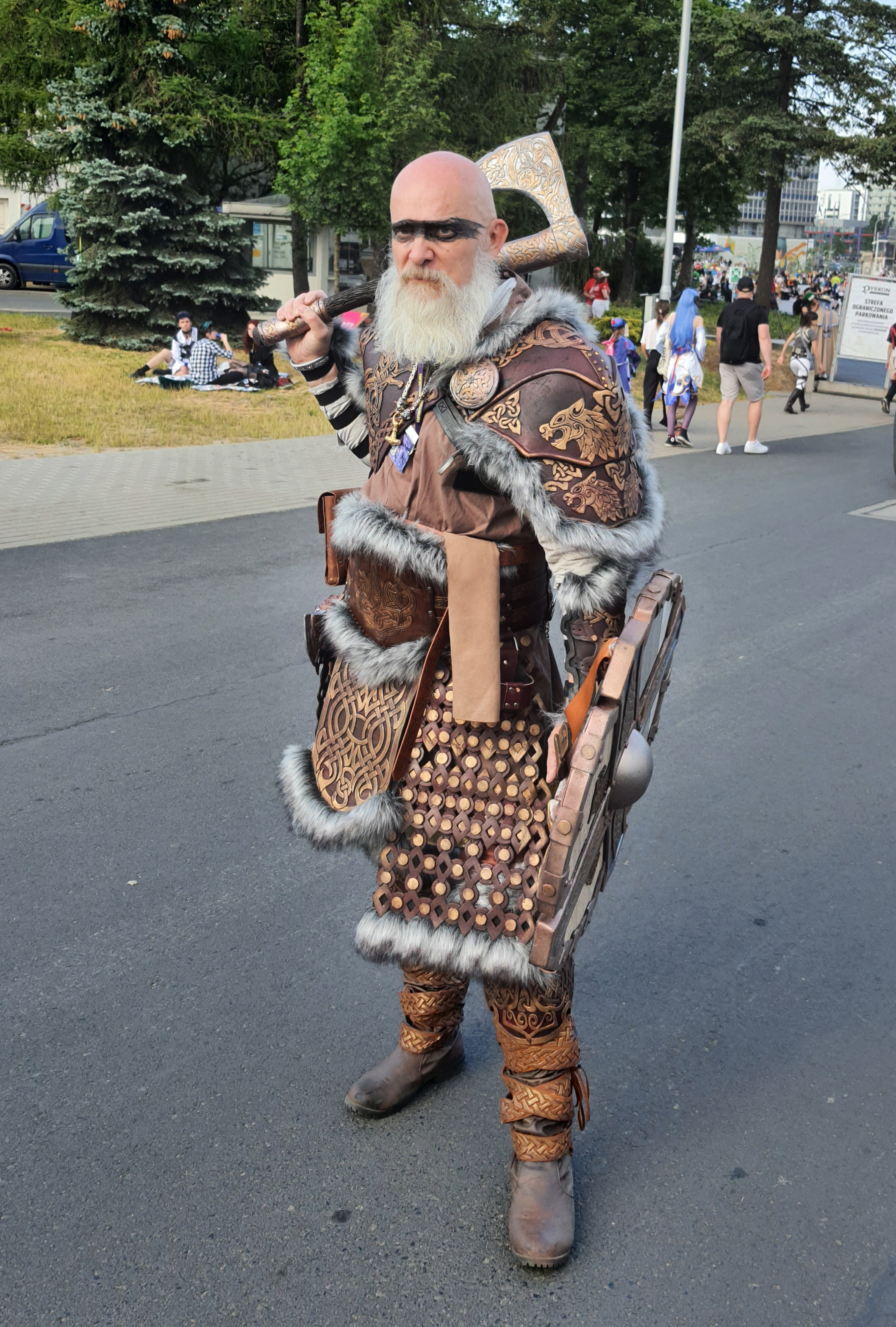
Cosplay postaci z gry na Pyrkonie (2023)

Sigurd i Eivor ponownie zaczynają przekonywać Styrbjorna, żeby raz na zawsze pozbyć się Kjotvego i jego klanu – ten zgadza się, kiedy w ich osadzie znajdują szpiegów wroga. Ze wsparciem króla Haralda, przybyłego na prośbę Styrbjorna, przypuszczają atak na fortecę Kjotvego i zabijają go. Podczas zwycięskiej uczty Harald przedstawia swój plan zjednoczenia norweskich klanów w jedno królestwo pod jego panowaniem. Styrbjorn składa mu hołd wierności, czym rozwściecza Sigurda. Rozczarowany odebranym mu prawem do stania się następcą, wraz z Eivorem i kilkunastoma innymi członkami klanu postanawiają przeprawić się przez morze do Anglii, żeby założyć własne królestwo.
Dotarłszy do opuszczonego obozu wikingów w Mercji, zakładają tam własną osadę – Kruczą Przystań. Żeby umocnić swoją pozycję w tym rejonie, rozpoczynają zawiązywanie sojuszy z Sasami i wikingami, w tym m.in. z synami Ragnara Lodbroka – Ivarem bez Kości i Ubbem – Guthrumen Starym oraz z królami Ceolwulfem II i Oswaldem. Basim i Hytham wyjawiają, że w Anglii silne są wpływy Zakonu Starożytnych, prosząc o zebranie informacji o jego członkach i wyeliminowanie ich w Lundenie, Jórvíku i Wincestre, do których to miast kierują ukrytych listy podpisane przez „Ubogiego Towarzysza w Chrystusie”. Eivor zaczyna doświadczać kolejnych wizji z Odynem, próbującym powstrzymać ragnarök – w tym celu wraz z pozostałymi Azami wypijają magiczny miód, dzięki któremu po ragnaröku mają odrodzić się jako ludzie.
Sigurd, zdobywszy Kamień Sagi – artefakt będący pozostałością cywilizacji Isu – zaczyna uważać się za potomka bogów i zostaje pojmany przez Fulke – agentkę Zakonu Starożytnych i współpracowniczkę króla Wesseksu, Ælfreda – która uznaje, że wywodzi się z linii Isu. Eivorowi i Basimowi udaje się wyśledzić Fulke i uratować Sigurda, jednak ten w wyniku tortur traci prawą rękę. Po tych wydarzeniach Sigurd staje się wycofany i despotyczny. Przekonany o swojej boskości, powraca wraz z Eivorem do Norwegii, gdzie odkrywają ukrytą świątynię Isu wraz z dalej działającym zaawansowanym systemem komputerowym. Po aktywowaniu go znajdują się w symulacji Walhalli. Widząc swojego ojca, który zginął haniebną śmiercią i wedle wikińskich tradycji nie zasłużył na zaszczyt dostania się tam, Eivor zdaje sobie sprawę, że znajduje się w iluzji i ostatecznie, po pokonaniu wizji Odyna, udaje mu się z niej uwolnić. Po wyjściu z programu zostają zaatakowani przez Basima, który wyjawia im, że jest reinkarnacją Lokiego, Eivor Odyna, a Sigurd – Týra. Basim atakuje Eivora, chcąc zemścić się za to, jak Odyn potraktował Fenrira, jednak zostaje uwięziony w programie.
Zdając sobie sprawę z niepowagi swoich zachowań, Sigurd zrzeka się przywództwem nad klanem Kruka na rzecz Eivora. Po powrocie do Anglii łącząc siły z Guthrumem i przypuszcza atak na Wessex. Pomimo licznych strat, udaje im się pokonać Ælfreda w bitwie pod Chippenham. Eivorowi udaje się wytropić króla i odkryć, że jest on nie tylko wielkim mistrzem Zakonu Starożytnych, ale też „Ubogim Żołnierzem w Chrystusie”. Odziedziczył on tytuł wielkiego mistrza, jednak zniesmaczony herezjami Zakonu wobec chrześcijaństwa postanowił zniszczyć go od środka. Kiedy, dzięki Eivorowi, udaje mu się zrealizować ten plan, postanawia założyć nowy, bogobojny zakon. Po pokonaniu Ælfreda Eivor wraca do Kruczej Przystani jako bohater.
Korzystając ze wspomnień Eivora, współcześni asasyni odkrywają, że kiedy w 2012 roku Desmond Miles aktywował technologię Isu, żeby nie dopuścić do koronalnego wyrzutu masy i zapobiec końcowi świata, doprowadziło to do zmiany pola magnetycznego Ziemi. Żeby przywrócić je do właściwego stanu, Layla udaje się do norweskiej świątyni, chroniona przed śmiertelnym promieniowaniem przez Berło Hermesa. Na miejscu trafia do symulacji Walhalli, w której spotyka uwięzionego w niej od tysiąca lat Basima, wyjawiającego, że to on skierował asasynów na trop Eivora. Informuje ją też, jak ma ustabilizować pole magnetyczne, co jednak prowadzi do jego wyswobodzenia z symulacji. Layla spotyka byt nazywany Czytającym i postanawia pozostać w programie, żeby pomóc mu znaleźć rozwiązanie pozwalające uniknąć kolejnego kataklizmu, prowadząc do śmierci swojego ciała. Oswobodzony Basim zabiera Berło Hermesa, w którym zawarta jest świadomość jego ukochanej, Alethei, i za jego pomocą odmładza swoje ciało. Powraca do Rebeki i Shauna, prosząc ich o spotkanie z Williamem Milesem, a następnie wchodzi do animusa, żeby poznać dalsze losy Eivora i wyśledzić swoje zaginione dzieci.

## Produkcja
Gra została zapowiedziana w kwietniu 2020 roku, po ponad dwóch i pół roku prac nad nią. Głównym producentem jest odpowiedzialne za Assassin’s Creed: Origins Ubisoft Montréal, które dodatkowo wspierało czternaście innych studiów Ubisoftu z całego świata. Końcówka prac nad Valhallą przypadała na okres pandemii Covidu-19, w związku z czym większość pracowników firmy finalizowała prace nad grą pracując zdalnie.
Dyrektorem kreatywnym Valhalli był Ashraf Ismail, wcześniej pełniący tę funkcję przy Origins i Black Flag. Głównym scenarzystą został Darby McDevitt, wcześniej piastujący to samo stanowisko przy Assassin’s Creed: Revelations, będący też współscenarzystą Assassin’s Creed: Unity. Dziennikarz serwisu USGamer Mike Williams przedstawił skalę gry jako „teorię wielkiej unifikacji” serii Assassin’s Creed, łączącą w sobie pracę twórców poprzednich odsłon w jeden projekt, bez konieczności wymyślania koła na nowo. Według McDevitta, scenariusz Valhalli został napisany w taki sposób, żeby być podsumowaniem wszystkich wcześniejszych gier z serii, łącząc je ze sobą, ale nie będąc ostatnią odsłoną cyklu. Dodał również, że eksperymentalna struktura narracji była „wyjątkowa w skali wszystkich gier”, które widział, jak również w skali samej serii Assassin’s Creed.
Jako znaczącą inspirację dla gry Ismail wymienił powieść Michaela Crichtona Zjadacze umarłych z 1976 roku, będącą reinterpretacją klasycznego eposu Beowulf. McDevitt stwierdził, że twórcy mieli świadomość, że gra będzie porównywana do God of War, jednak jego zdaniem Valhalla jest bardziej „zakorzeniona w historii”, a chociaż pojawiają się w niej elementy mitologii nordyckiej, w tym m.in. tytułowa Walhalla, to nie stanowią one trzonu fabuły. Według Ismaila, obecność elementów mitologicznych wpływa na to, że Eivor i inni wikingowie mogą odebrać pewne wydarzenia jako znak od bogów, podczas gdy bohaterowie Origins i Odyssey powiązaliby je bezpośrednio z wpływem sił nadprzyrodzonych Takie postrzeganie świata wskazano jako szczególnie istotne w kontekście tego, że znaczna część gry ma miejsce w opanowanej już przez chrześcijaństwo Anglii, wobec czego fabuła i rozgrywka pokazują, jak Eivor próbuje włączyć takie elementy do swoich rodzimych wierzeń. Thierry Noël, podczas prac nad grą pełniący funkcję doradcy ds. historycznych, zapytany o możliwość wyboru płci grywalnej postaci, stwierdził, że w środowisku akademickim nadal toczy się dyskusja na temat roli kobiet w społeczności wikińskich – w tym odnośnie do ich roli jako wojowniczek. Ubisoft uznał, że kobiety odgrywały znaczącą rolę zarówno w mitologii nordyckiej, jak i w społeczeństwie wikingów, co usprawiedliwia wprowadzenie w Valhalli kobiety jako grywalnej postaci.
Ismail i McDevitt, prowadząc badania nad okresem historycznym, w którym osadzona jest akcja gry, stwierdzili, że większość historycznych zapisków na temat najazdów wikingów na Brytanię zostało napisanych dziesięciolecia, a nawet stulecia później. Najczęściej spisywane były z perspektywy Anglosasów, którzy jednoznacznie przedstawiali wikingów jako krwiożerczych barbarzyńców. Zdaniem zespołu, ich autorzy przeoczyli takie fakty jak to, że rzekomym barbarzyńcom udało się osiedlić w Anglii, a następnie wpłynąć na kształtowanie się języka angielskiego i rolnictwa na tym obszarze. Ubisoftowi zależało na przedstawieniu wikingów zgodnie mniej jednostronnie i w zgodzie z historią, przez co duży nacisk położono na podkreślenie takich elementów, jak chociażby ich osady. W zwiastunach i materiałach promocyjnych zestawiane były ze sobą narracja Alfreda Wielkiego, mówiącego o krwiożerczych bestiach, przeplatana sielankowymi scenami z codziennego życia wikingów. Według głównego producenta gry, Juliena Laferrière’a, zamiarem twórców było sprawienie, żeby osada Krucza Przystań stała się centralnym punktem gry i nadała jej sznytu odpowiedniego dla komputerowych gier fabularnych. Osada pełni równie ważną funkcję, co Podniebna Twierdza w Dragon Age: Inkwizycji czy fregata SSV Normandia w serii Mass Effect. Według Laferrière’a, ma ona służyć nie tylko do przedstawienia kultury wikingów i ich społeczności, ale również do prezentowania graczowi konsekwencji wyborów, jakich dokonał podczas gry.
Malek Teffaha, odpowiedzialny za komunikację z fanami na Bliskim Wschodzie, zamieścił na Twitterze usunięty później wpis, wskazujący, że Valhalla nie będzie największą ani najdłuższą grą w serii. Dodał również, że gra poprawi jeden z najbardziej krytykowanych elementów Odyssey – zbyt duży świat pełny powtarzalnych czynności i miejsc. Część recenzentów wskazywała, że podczas gdy ukończenie głównego wątku fabularnego Odyssey zajmowało około czterdziestu godzin, to wykonanie dodatkowo każdego zadania pobocznego rozciąga granie do ponad stu godzin. Odnosząc się do tych zarzutów, Ismail stwierdził, że większość mapy w Valhalli została „wykonana ręcznie”, zaś twórcy starali się stworzyć zawartość, która będzie warta czasu gracza i który uzna ją za „wyjątkową”.
Większość ścieżki dźwiękowej do gry została skomponowana przez Jespera Kyda i Sarah Schachner, pracujących przy serii Assassin’s Creed już wcześniej. Do współpracy zatrudniono również Einara Selvika, twórcę oryginalnych utworów do serialu Wikingowie History Channel, który wraz z Kydem i Schachner napisał na potrzeby gry nowe piosenki.
W czerwcu 2020 roku ujawniono liczne nadużycia seksualne, których dopuszczali się wysoko postawieni pracownicy Ubisoftu, przez lata tuszowane przez kierownictwo firmy. Ismail wycofał się z prac nad Valhallą po ujawnieniu, że wielokrotnie zdradzał żonę z młodymi fankami, a następnie został zwolniony. W następnych tygodniach zwolniono również kilku wysoko postawionych pracowników, w tym Serge’a Hascoëta, od lat pełniącego funkcję głównego dyrektora kreatywnego Ubisoftu. Według doniesień francuskiego dziennika „Libération” i amerykańskiej agencji Bloomberg News, Hascoët przez lata dopuszczał się licznych nieprofesjonalnych zachowań wobec pracowników, jak również torpedował próby uczynienia kobiet głównymi bohaterkami kilku odsłon Assassin’s Creed. Niektórzy członkowie zespołu pracującego nad Valhallą stwierdzili, że pierwotnie protagonistką gry miała być kobieta, stąd imię „Eivor”, które w językach nordyckich figuruje jako żeńskie, jednak zarząd nie zgodził się na to, ponieważ brak męskiego protagonisty wpłynie negatywnie na sprzedaż. Według McDevitta, Ubisoft już na etapie pisania scenariusza i projektowania gry planował możliwość wyboru płci grywalnej postaci.
W grze wprowadzono liczne udogodnienia dla graczy z niepełnosprawnościami. Obejmują one m.in. narrację dźwiękową w menu, wskazówki dźwiękowe dla przedmiotów interakcyjnych, częściową bądź pełną możliwość zaliczenia zadań, ułatwienia do wykonywania quick time events oraz dodanie funkcji „gwarantowanego skrytobójstwa”, usuwającej ograniczenie czasowe niezbędne do poprawnego użycia ukrytego ostrza.

## Dystrybucja
Pierwotnie premiera Valhalli planowana była na 17 listopada 2020, a następnie została przesunięta na 10 listopada, żeby pokrywała się z premierą Xboksa Series X/S. Egzemplarze gry zakupione na konsole ósmej generacji można bezpłatnie ulepszyć do wersji na PlayStation 5 i Xboksa Series X/S.
Valhalla była wspierana i rozwijana przez wydawcę kilka lat po premierze. 13 maja 2021 udostępnione zostało pierwsze rozszerzenie, Gniew druidów, rozgrywające się w Irlandii i koncentrujące się na walce ze złowrogim kultem. W celu zwiększenia zainteresowania turystów, dodatek reklamowany był przez Tourism Ireland – organizację odpowiedzialną za promowanie wyspy za granicą. 12 sierpnia udostępniono Oblężenie Paryża, przenoszące akcję do państwa frankijskiego i pozwalające wziąć udział w tytułowym wydarzeniu. 10 marca 2022 premierę miał Świt ragnaröku, opisywany przez Ubisoft jako największy dodatek w historii serii, którego ukończenie zajmuje około trzydziestu pięciu godzin. W dodatku gracz wciela się w Odyna, który przemierza królestwo krasnoludów Svartalfheim, chcąc uratować swojego syna, Baldra, przed ognistym olbrzymem Surtrem. Dodatkowo 19 października udostępniono edukacyjny tryb Wycieczka krajoznawcza: Epoka wikingów, dostępny również jako osobna produkcja, niewymagająca kupna Valhalli. W odróżnieniu od wcześniejszych Wycieczek krajoznawczych (Starożytny Egipt do Origins i Starożytna Grecja do Odyssey), opierających się na informacjach przekazywanych przez narratora, Epoka wikingów zrealizowana została w formie krótkiej krótkiej gry składającej się z ośmiu zadań, w których przeplatają się losy wikinga i chrześcijańskiego mnicha, informacje o świecie zaś przekazywane są w formie znajdowanych w świecie dokumentów.
Gra doczekała się również licznych darmowych dodatków i aktualizacji. W dniu premiery udostępnione zostało dodatkowe zadanie „Legenda o Beowulfie”, zaś osoby, które zakupiły grę przed premierą, otrzymały dodatkowo zadanie „Droga berserka”. 16 lutego 2021 ukazała się aktualizacja Rzeczne najazdy, w ramach której Eivor może wybierać się na rajdy i łupić cenne przedmioty. 15 czerwca zadebiutował tryb Mistrzowskie wyzwania, pozwalający brać udział w próbach związanych z walką i skradaniem się. 9 listopada udostępniono tryb Grobowce poległych, polegający na eksplorowaniu grobowców legendarnych postaci, takich jak chociażby Boudika, żeby dotrzeć do ukrytych na ich końcu skarbów. 14 grudnia premierę miała misja „Opowieści ponad czasem”, która rozpoczyna się w Odyssey po ukończeniu głównego wątku fabularnego, a kończy w Valhalli spotkaniem Eivora i Kasandry. 2 sierpnia 2022 wprowadzono aktualizację Zapomniana saga, rozgrywającą się w Svartalfheimie po zakończeniu Świt ragnaröku, opartą na mechanikach z roguelike’ów i metroidvanii. 10 września zapowiedziano dodatek Ostatni rozdział, mający stanowić zwieńczenie historii Eivora oraz domknąć nierozwiązane jeszcze wątki fabularne. Dodatkowo w grze dostępne były okresowe wydarzenia związane z obchodami świąt Jul (Boże Narodzenie), Ostara (Wielkanoc), Sigrblót (początek lata) i Oskoreia (ku czci Dzikiego Łowu), zaś wprowadzone wcześniej tryby doczekały się aktualizacji o nową zawartość.

## Odbiór
Według agregatora recenzji Metacritic, Assassin’s Creed: Valhalla spotkał się z pozytywnym przyjęciem ze strony krytyków. W zależności od platformy, średnia jej ocen waha się od 80 do 84/100 (patrz: tabelka „Odbiór gry”).
Serwis GamesRadar+ wystawił grze ocenę 4,5/5, stwierdzając, że „dzięki rozległemu światu do podbicia i krwawej walce, połączonej z możliwością używania ikonicznego ukrytego ostrza, Valhalla wprowadza do serii odpowiedni balans”. W recenzji GameSpotu, w której przez przyznano ocenę 8/10, chwalono zwieńczenie kilku wątków z różnych części cyklu, wskazano jednak na braki w rozwoju postaci, ostatecznie stwierdzając, że „Valhalla to solidny Assassin’s Creed, pod względem narracji podejmujący pewne ryzyko, które jednak się opłaciło”. IGN również wystawiło grze ocenę 8/10, podsumowując: „Valhalla to olbrzymi, piękny otwarty świat wypełniony brutalną codziennością podbojów. Jest w nim znacznie więcej błędów niż powinno, jest jednak imponujący na wielu poziomach”. „Game Informer” ocenę 9,25/10 podsumował stwierdzeniem, że „zawartość i projekt Valhalli to najlepsze, co serii przytrafiło się na przestrzeni ostatnich lat”, chwaląc również walkę i narrację oraz dodając, że każdy znajdzie w grze coś dla siebie.
Jedną z najbardziej krytycznych ocen – 2,5/4 – wystawił portal Game Revolution, w której stwierdzono, że „Valhalla powinna być sygnałem ostrzegawczym jak Unity – ostatnia odsłona, która zmusiła Ubisoft do przemyślenia swojego podejścia. Niepotrzebnie zawyżony czas potrzebny na przejście, ograniczenie mechaniki skradania, oderwana historia i przytłaczające poczucie powtarzalności – wszystko to wskazuje, że seria ponownie podupada, a twórcy nie mogą skoncentrować się na jej mocnych stronach”. Serwis Rock Paper Shotgun opublikował mieszaną recenzję, w której chwalono prezentację i skalę świata oraz postać Eivora, skrytykowano jednak system progresu oraz brak spójności w rozgrywce. Recenzentka stwierdziła, że „Valhalla jest zniechęcającym i niechlujnym zlepkiem najlepszych elementów z wcześniejszych odsłon” oraz że „jest tak złożona, że stanowi słaby punkt wejścia dla serii, jeśli nigdy wcześniej nie grało się w żadną część Assassin’s Creed”. Fraser Brown z „PC Gamera” stwierdził, że Valhalla jest „rozdmuchana” i przeładowana treścią, twórcy zaś nie potrafią skoncentrować się na tym, co ważne, przez co przesadnie rozciągają każdy możliwy element. W podobnym tonie wypowiadali się również redaktorzy chociażby ScreenRantu czy Gier-Online.
Rozszerzenie Gniew druidów spotkało się z pozytywnym przyjęciem krytyków – średnia jego ocen według Metacritic wynosi 70/100 dla wersji na PlayStation 5 i 73/100 w wersji dla Xboksa One. Część graczy wskazała jednak, że zamiast postawić na fabułę, niepotrzebnie pełny jest on dodatkowych „zapychaczy”, sztucznie wydłużających rozgrywkę. Oblężenie Paryża uzyskało średnią w wysokości 69-72/100, zaś Świt ragnaröku – 71-76/100.

### Sprzedaż
Według Yves’a Guillemota, prezesa Ubisoftu, w dniu premiery w Valhallę zagrało dwukrotnie więcej graczy niż w analogicznym okresie w Odyssey. W pierwszym tygodniu rozeszła się w większej liczbie egzemplarzy, niż jakakolwiek inna odsłona serii Assassin’s Creed, a wersja na komputery osobiste była najlepszą premierą na tę platformę w historii Ubisoftu. 17 listopada 2020 wydawca poinformował, że sprzedano już ponad 1,8 mln kopii. W 2020 była piątą, a w 2021 szesnastą najlepiej sprzedającą się grą w Stanach Zjednoczonych. Ubisoft poinformował, że jest to drugi najbardziej dochodowy tytuł w historii firmy, a zyski z niego przekroczyły miliard dolarów.

## Kontynuacja
10 września 2022 zapowiedziano kontynuację gry, Assassin’s Creed Mirage, mającą trafić do sprzedaży w 2023. Przedstawione w niej wydarzenia historyczne stanowić będą prequel do Valhalli, ponieważ akcja rozpocząć ma się w 861 roku. Fabuła rozgrywać będzie się w Bagdadzie i opowiadać o Basimie – złodzieju, który staje się ukrytym. Gra ma stanowić powrót do korzeni serii, odchodząc od obecnych w trzech wcześniejszych częściach ogromnych otwartych światów i elementów gier fabularnych, zamiast tego koncentrując się przede wszystkim na elementach skradania i skrytobójstwach, jak pierwszy Assassin’s Creed z 2007. Nieoficjalne informacje o grze pojawiły się w Internecie już jakiś czas przed premierą. Gra tworzona jest przez studio Ubisoft Bordeaux, pracujące wcześniej nad Gniewem druidów, i pierwotnie powstawała jako kolejny dodatek do Valhalli.